# 阿巴卡·施拿
勞巴迪·阿巴卡·施拿（法語：Loubadhe Abakar Sylla；2002年12月25日—）是一名科特迪瓦職業足球員，司職中堅，現效力法甲球隊斯特拉斯堡，並代表科特迪瓦参加國際賽事。

## 球會生涯
施拿在家鄉的球會陸軍體育會開始足球生涯。他在2021年夏天轉投比利時球會布魯日的預備隊Club NXT。
2022年5月22日，施拿在對陣安德列治的聯賽收官戰中首次為球會一隊上陣，他於比賽末段後備上陣。他在接下來的2022–23賽季獲正式提升到一隊，並在2022年8月獲續約至2026年。同年9月7日，他於對陣利華古遜的1–0主場勝仗中首次在歐戰上陣。
2023年7月15日，法甲球會斯特拉斯堡宣布簽入施拿，他們簽下一紙為期五年的合約，轉會費據報為破球會紀錄的2000萬歐元，另加200萬獎金。

## 國家隊生涯
2022年9月，施拿獲科特迪瓦國家隊徵召。同月27日，他在對陣畿內亞的3–1勝仗中上演國家隊地標戰。
2023年12月，施拿入選科特迪瓦的2023年非洲國家盃初選名單，但最終未能入選決選名單。

## 生涯統計

### 球會
最後更新：2024年5月19日
| 效力球會   | 球季     | 聯賽     | 聯賽 | 聯賽 | 國家盃賽 | 國家盃賽 | 歐洲賽 | 歐洲賽 | 其他 | 其他 | 總計 | 總計 |
| 效力球會   | 球季     | 聯賽     | 上陣 | 入球 | 上陣     | 入球     | 上陣   | 入球   | 上陣 | 入球 | 上陣 | 入球 |
| ---------- | -------- | -------- | ---- | ---- | -------- | -------- | ------ | ------ | ---- | ---- | ---- | ---- |
| 布魯日     | 2021–22  | 比職     | 1    | 0    | 0        | 0        | 0      | 0      | 0    | 0    | 1    | 0    |
| 布魯日     | 2022–23  | 比職     | 20   | 0    | 1        | 0        | 6      | 1      | 0    | 0    | 27   | 1    |
| 布魯日     | 總計     | 總計     | 21   | 0    | 1        | 0        | 6      | 1      | 0    | 0    | 28   | 1    |
| 斯特拉斯堡 | 2023–24  | 法甲     | 22   | 2    | 2        | 1        | —      | —      | —    | —    | 24   | 3    |
| 生涯總計   | 生涯總計 | 生涯總計 | 43   | 2    | 3        | 1        | 6      | 1      | 0    | 0    | 52   | 4    |

1. ↑  於歐冠賽事上陣。

### 國家隊
最後更新：2023年3月28日
| 代表國家隊 | 年份 | 上陣 | 入球 |
| ---------- | ---- | ---- | ---- |
| 科特迪瓦   | 2022 | 3    | 0    |
| 科特迪瓦   | 2023 | 2    | 0    |
| 總計       | 總計 | 5    | 0    |

## 榮譽

### 球會
布魯日
- 比利時甲組聯賽A：2021–22（英语：2021–22 Belgian First Division A）